# Banks County
Banks County je okres ve státě Georgie ve Spojených státech amerických. K roku 2010 zde žilo 18 395 obyvatel. Správním městem okresu je Homer. Celková rozloha okresu činí 606 km². Pojmenován byl podle fyzika Richarda E. Bankse.